# Peter Lang (Segler, 1989)
Peter Ørsted Lang (* 12. Juni 1989 in Vejle) ist ein ehemaliger dänischer Segler.

## Erfolge
Peter Lang nahm an den Olympischen Spielen 2012 mit Allan Nørregaard in der 49er Jolle teil und beendete den Wettkampf auf dem dritten Platz hinter dem australischen und dem neuseeländischen Boot, womit er die Bronzemedaille gewann. Im selben Jahr wurde er in Zadar mit Nørregaard auch Dritter bei den Weltmeisterschaften.